# オンリュート
オンリュート（Ongliγud、モンゴル語: Онлиуд、中国語: 翁牛特）とはモンゴルに属する部族の一つ。本来は「アバガ」、「アル・モンゴル」などと同様にチンギス・カンの諸弟（ジョチ・カサル、カチウン、テムゲ・オッチギン、ベルグテイ）の子孫を王(ong)として戴く集団の総称であったが、清代以降は本来の意義は失われ特定の部族の名称として用いられるようになった。史書によっては「オンニュド」(Ongniγud／Онниуд)と記される場合もある。

## 名称
オンリュートという名称はong-liγ-udという要素に分解でき、モンゴル語で「王(ong)に従う者たち」といった意味を持つ。これはチンギス・カン諸弟の子孫が元代に王に封ぜられ、北元時代に至るまで有力者が王(ong)と称していたことに由来する。実際に、モンゴル年代記において特筆されるチンギス・カン諸弟の子孫は多くがオン(ong)と称している（シューシテイ・オン、モーリハイ・オン、ウネ・ボラト・オンなど）。

## 歴史

### モンゴル帝国-大元ウルス時代
1206年、モンゴル帝国を創建したチンギス・カンは帝国を中央・右翼・左翼に分け、中央部を直轄領とし、右翼を諸子（ジョチ、チャガタイ、オゴデイ）に分封し、左翼を諸弟（ジョチ・カサル、カチウン、テムゲ・オッチギン）に分封した。この分封以後、チンギス・カンの諸弟及びその子孫は「東道諸王」として独自のウルスを有する有力諸侯として扱われるようになった。
チンギス・カンによる分封はオッチギン家に対するものが突出して大きく、ベルグテイ家に対するものが最も小さかった。このため、ベルグテイ家は他の3王家より一段低い千人隊長と同格の待遇であり、オッチギン家が東方3王家の盟主的地位にあったものと見られる。実際にモンゴル帝国初期において東道諸王は常にオッチギン家当主を中心として行動してきたが、クビライ・カアンの治世の末期にオッチギン家当主ナヤンが叛乱を起こし、鎮圧される過程で東道諸王は弱体化し結束力は失われた。ナヤンの乱以後、天暦の内乱では斉王オルク・テムル（カサル裔）が遼王トクトア（オッチギン裔）を殺害するなど各王家が独自の行動を取るようになった。

### 北元時代
元末明初期、東道諸王の中で史書に名を記される有力者としてオッチギン家の遼王アジャシュリがいた。しかしウスハル・ハーンの死をきっかけにアジャシュリは1386年明朝に帰順し、その配下の部衆は朶顔衛・泰寧衛・福余衛に組織され、ウリヤンハイ三衛と総称された。ウリヤンハイ三衛はモンゴル側からそれぞれウリヤンハイ（朶顔）、オンリュート（泰寧）、オジェート（福余）と呼ばれていたことが記録されているが、泰寧衛が「オンリュート」と称されているのはオッチギンの子孫で王(ong)であるアジャシュリ及びその子孫が泰寧衛を統治していたためと見られる。
ウスハル・ハーンの死後、モンゴリアではモンゴル部族連合（韃靼）とオイラト部族連合（瓦剌）が争う時代が到来し、オンリュートはモンゴル側に属してオイラトと戦った。明朝で永楽帝が即位すると積極的に北方に進出し、新たにカチウン裔のモンケ・チャガン・ノヤンや卜剌罕衛が明朝に帰順している。アダイ・ハーンの時代よりモンゴル年代記にもオンリュートに属する有力諸侯の活躍が記されるようになり、カサル裔のバートル・シューシテイやカチウン裔のエセクがオイラトとの戦いに出陣したことが記されている。

### オンリュート隆盛期
オイラトのエセンによる短期間の統一とその崩壊後、オンリュート諸部族が活発に活動する時代が訪れた。エセンの死の直後よりオンリュート内ではベルグテイ裔のモーリハイ・オンが隆盛し、モンゴル年代記では「オンリュートのモーリハイ」と称された。モーリハイと同時期にハラチン部のボライ・タイシがマルコルギス・ハーンを擁立して有力となっていたが、やがてハーンとボライの仲が決裂するとカチウン裔のドーラン・タイジがボライと組んでマルコルギス・ハーンを殺害した。これを受けてモーリハイはボライを殺害し、新たにモーラン・ハーンを擁立したものの、モーリハイもまたハーンを弑逆してしまったためカサル裔の斉王ボルナイによって殺された。
約10年に渡る空位時代の後、ベグ・アルスラン・タイシと組んで即位したマンドゥールン・ハーンはドーラン・タイジを殺してその配下の集団を傘下に置き、これが後のトゥメト部の母体となった。マンドゥールン・ハーンの死後にはその遺産を受け継ぐことを狙ってボルナイの弟のウネ・ボラトがマンドゥールンの未亡人であるマンドフイ・ハトンに求婚したが、マンドフイはバト・モンケ（後のダヤン・ハーン）と結婚してこの求婚を拒絶した。このウネ・ボラトの行為は後世のモンゴル人史家の非難を受けており、『アルタン・ハーン伝』ではウネ・ボラトのことを「悪心あるオンリュート」と称している。

### ダヤン・ハーンの再統一以後
マンドフイ・ハトンとの結婚によってマンドゥールン・ハーンの遺産を相続し、ハーンに即位したダヤン・ハーンは分裂していたモンゴル諸部族の再統一に着手した。その過程でオンリュート諸部もまたダヤン・ハーンに服属し、ダヤン・ハーンが右翼3トゥメンを討伐した際にはこれに協力して参戦している。ダヤン・ハーンの死後にはその子孫が勢力争いを起こし、正統なハーンであるボディ・アラクはアルタン・ハーンの圧迫を受けて東方への移動を余儀なくされた。この「東遷」によってウリヤンハイ三衛は打撃を受けたようで、この時期に泰寧衛・福余衛当主の家系は断絶した。
建州女直においてヌルハチの統治する後金が勃興すると、これに接するオンリュート諸部はモンゴルの諸部族中でいち早く後金と交流を持った。後金が大清と国号を改め、勢力を拡大させてゆくとオンリュート諸部は漸次清朝に降ってゆき、特にホルチン部はアイシンギョロ家の姻族として重視された。この頃よりチンギス・カン諸弟の末裔を「オンリュート」と総称することはなくなり、カチウンを始祖とする1部族のみが「オンリュート部」と称されるようになった。清代の文献ではこの「オンリュート部」の遠祖をテムゲ・オッチギンであるとし、その子孫モンケ・チャガン・ノヤンをオンリュート部開祖と位置づけているが、他のモンゴル語史書の記述などから実際にはこの部族の始祖はカチウンではないかと見られている。

## オンリュートを構成する王家

### カサル王家（斉王家）
チンギス・カンの次弟のジョチ・カサルを始祖とする王家で、初封地はエルグネ川流域にあった。カサル王家の投下領が山東地方（旧斉国領）にあったことから、ナヤンの乱終結後にカサル家当主となったバブシャは斉王に封ぜられ、以後の当主は代々斉王と称するようになった。モンゴル語史料では北元時代にバートル・シューシテイ、斉王ボルナイ、ウネ・ボラトといったカサル裔の諸侯がホルチン・トゥメン統治者として活躍したことが記録されており、特にウネ・ボラトは「悪心あるオンリュート」とも称されている。北元時代を通じてカサル王家はオンリュートの中で最も繁栄し、清代に至るまでホルチン部の他にゴルロス部、ドルベト部、ジャライト部、ホシュート部といった多数の部族を輩出した。

### カチウン王家（済南王家）
チンギス・カンの三弟のカチウンを始祖とする王家で、初封地はウルゲン川（旧名：ウルクイ河）流域にあった。元代には済南路を投下領としていたため、カチウン裔のエジルが済南王に封ぜられていた。元末明初期の動向は不明であるが、永楽帝がモンゴリアに進出するとカチウンの後裔であるモンケ・チャガン・ノヤンや卜剌罕衛がこれに帰順した。モンゴルではモンケ・チャガン以後、北元時代におけるカチウンの後裔は「チャガン・トゥメン（白いトゥメン）」と称されるようになった。エセン・ハーンの没後にはカチウン裔で卜剌罕衛に属するドーラン・タイジが有力となり、彼の率いていた集団は後のトゥメト部の母体となった。ドーラン・タイジは明朝の史料において「鄭王」と称されているが、これはモンゴル文字で記された「済南王(JINANONG)」を明朝が訳し間違えたものとみられる。清代に至ってカチウンの後裔もまた清朝に帰順し、「オンニュド旗」に組織された。中華人民共和国の行政区画であるオンニュド旗はこのオンニュド旗の後身である。

### オッチギン王家（遼王家）
チンギス・カンの四弟のテムゲ・オッチギンを始祖とする王家で、初封地はフルンボイル地方にあった。オッチギン王家は東道諸王の中では最大の分封を受けており、ナヤンの乱に至るまで東道諸王の盟主的地位にあった。ナヤンの乱鎮圧後、新たにオッチギン家当主となったトクトア以後、オッチギン家当主は遼王と称するようになった。明初に遼王アジャシュリが明朝に帰順するとオッチギン王家率いる部衆はウリヤンハイ三衛に組織され、アジャシュリ自身が属する泰寧衛はモンゴル側からはオンリュート（往流）と称された。また、ウリヤンハイ三衛（オッチギン王家）はヒンガン山脈の山陽（東）側に位置していたことから、モンゴル側より「山陽の六千オジェート(ölge yin ǰirγuγan mingγan öǰiyed)」、或いは「ウルゲ・トゥメン（山陽のトゥメン）」と呼ばれていた。15世紀半ばの泰寧衛頭目ウネ・テムルは「劉王（「遼王(LAOONG)」の訳し間違いと見られる）」と称しており、この時期まではオッチギン家は存続していた。しかし、ボディ・アラク・ハーンが「東遷」した際にオッチギンを始祖とする泰寧衛当主の家系は断絶したものと見られ、以後はアルチュ・ボラトを始祖とするジャルート部が泰寧衛頭目を称するようになった。清代にはオンニュド旗がオッチギン家の末裔とされていたが、実際にはカチウンの末裔であると見られる。

### ベルグテイ王家（広寧王家）
チンギス・カンの異母弟のベルグテイを始祖とする王家であるが、ベルグテイが庶出であるために待遇は他の東方三王家より低く、初封時は1千戸長としての扱いであった。元代には遼西の広寧一帯（現在の錦州市）を領地としていたため、ジャウドゥらが広寧王に封ぜられていた。エセン・ハーンの死後、ベルグテイの子孫であるモーリハイが勃興し、オンリュート内で最大の勢力となった。モーリハイは明朝の史料において「黄令王」と称されているが、これは「オンリュート」を訳し間違えたとする説、「広寧王(GONGNINGONG)」を訳し間違えたとする説などがある。また、モーリハイを始めとして北元時代にベルグテイ裔が率いていた集団はイェケ・ウルス、或いはイェケ・トゥメン（大トゥメン）とも呼称されていた。清代に入るとベルグテイ王家は「アバガ部」「アバガナル部」として清朝の統治下に入った。